# 住めば愉快だ宇都宮
住めば愉快だ宇都宮（すめばゆかいだうつのみや）は、栃木県宇都宮市、および同市と民間事業者で構成されるブランド戦略の実行主体となる外郭団体の「宇都宮ブランディングアライアンス（旧・宇都宮ブランド推進協議会）」によるブランドメッセージである。「愉快ロゴ」という通称がある。

## 概要
2008年（平成20年）6月に市役所内に検討組織を設置して以来続けられていた宇都宮市のプロモーション・ブランド向上政策である「宇都宮ブランド戦略」の一環として、2009年（平成21年）11月に「住めば愉快だ宇都宮」のロゴマーク、およびブランドメッセージが完成した。以降、宇都宮市役所本庁舎内やJR宇都宮駅内など、市内の至るところでロゴの掲載が始まった。ロゴマークの使用申請書を提出することによって、個人や法人でも使用が可能となっている。
15年余りの長期に渡り続けられている事業であり、2024年（令和6年）時点では市民認知率が90%を超えている。

## 派生型
公認の派生型（「○○○愉快だ宇都宮」の○○○の部分が各個人や法人などのテーマに沿った言葉になっている）も、市内各所で見ることができる。派生型は2010年（平成22年）8月から提供を開始した。基本型のロゴのバックグラウンドはオレンジ色だが、派生型はロゴ毎に色が異なる。また、複数の個人、法人で言葉が重複した場合は、異なる色を使用して対応している。
派生型は、2019年時点で1000種類以上存在する。最新の種類数は、宇都宮ブランディングアライアンスのホームページで確認できる。

## 楽曲
「住～めば愉快だ、宇都宮～」という歌詞のサウンドロゴが公式に存在する。また、歌詞に「住めば愉快だ」、「住めば愉快だ宇都宮」を含んでいる楽曲も市内で作曲されている。